# Santa Cruz de Juventino Rosas (kommun)
Santa Cruz de Juventino Rosas är en kommun i Mexiko.   Den ligger i delstaten Guanajuato, i den centrala delen av landet, 230 km nordväst om huvudstaden Mexico City. Antalet invånare är 79 214. Arean är 429 kvadratkilometer.
Terrängen i Santa Cruz de Juventino Rosas är kuperad norrut, men söderut är den platt.
Följande samhällen finns i Santa Cruz de Juventino Rosas:
- Santa Cruz de Juventino Rosas
- Santiago de Cuenda
- Franco Tavera
- El Naranjillo
- Los Dulces Nombres
- Mesas de Acosta
- San José del Sauz
- San Julián Tierra Blanca
- La Trinidad
- Valencia
- La Tinaja
- La Huerta
- Insurgentes Pípila
- San José de Merino
- Juan Mendoza Rangel
- Ojo de Agua de Otates
- Laguna Seca de San Isidro
- Romero
- El Rocillito
- Tejada
- La Peña
- El Carmen de Arriba
- San Nicolás
- Santa Ana de Agostadero
- Agua Zarca
- Colonia Bellavista